# Apostolepis albicollaris
Apostolepis albicollaris là một loài rắn trong họ Colubridae. Loài này được De Lema mô tả khoa học đầu tiên năm 2002.